# Baby (canção de Clean Bandit)
"Baby" é uma canção da banda britânica Clean Bandit, gravada para o seu segundo álbum de estúdio What Is Love? (2018). Conta com a participação da cantora galesa Marina e do cantor porto-riquenho Luis Fonsi. O seu lançamento ocorreu a 2 de novembro de 2018, através da editora discográfica Atlantic Records, servindo como sexto single de promoção do disco.
"Baby" é o primeiro single de Marina em que ela não é creditada como Marina and the Diamonds, um nome artístico que ela usou em lançamentos anteriores. A canção foi incluída em seu quarto álbum de estúdio, Love + Fear (2019). Uma versão sem o Fonsi aparece no lançamento em vinil do álbum.

## Composição
"Baby" é composta na tonalidade de dó menor. Liricamente, a música lida com um triângulo amoroso, com a cantora dizendo a alguém que ela "já é de outra pessoa".
A música tem um andamento de 117 bpm e tem um tempo rítmico de tempo comum. Ela também apresenta um círculo descendente completo de quintas, que impulsiona a música para a frente ao longo do círculo de quintas e de volta para C menor.

## Promoção
Em 29 de outubro de 2018, o grupo anunciou o lançamento no Twitter e compartilhou sua arte de capa. Em 2 de novembro de 2018, o grupo se apresentou no Strictly Come Dancing: It Takes Two da BBC Two.

## Crítica profissional
Mike Wass, do Idolator, chamou a prévia da música de "um sucesso sensual que já parece um sucesso", dizendo que Marina "arruma" o verso "Mas eu já sou o amor de outra pessoa, amor" em meio às "batidas house sedutoras e com toques latinos" do Clean Bandit. A Billboard rotulou "Baby" como uma "faixa com influência de flamenco", opinando que o verso de Fonsi em espanhol lhe confere um "toque latino característico".

## Vídeo de música
O videoclipe para a música estreou no canal do Clean Bandit no YouTube em 2 de novembro de 2018. O vídeo apresenta Fonsi, Marina, Grace Chatto e a cantora australiana Starley. Chatto interpreta uma noiva sem nome que se casa com o personagem de Fonsi, mas é revelado por meio de flashbacks que ela teve um relacionamento conturbado com outra mulher — agora uma convidada do casamento — enquanto frequentava um acampamento de verão.

## Faixas e formatos
- Download digital / streaming[10]

1. "Baby" — 3:25

- Baby — versão acústica[11]

1. "Baby" (acústico) — 3:37

- Baby — Luca Schreiner remix[12]

1. "Baby" (Luca Schreiner remix) — 3:15

- Baby — Remixes[13][14]

1. "Baby" (Luca Schreiner remix) — 3:15
2. "Baby" (Martin Jensen remix) — 3:02
3. "Baby" (Sammy Porter remix) — 3:28

## Desempenho nas tabelas musicais
| Tabela musical (2018–2019)                            | Melhor posição |
| ----------------------------------------------------- | -------------- |
| Bélgica (Ultratop 50 da Flandres)                     | 5              |
| Bélgica (Ultratop 50 Dance da Flandres)               | 32             |
| Bélgica (Ultratop 40 da Valónia)                      | 17             |
| Bélgica (Ultratop 40 Dance da Valónia)                | 11             |
| Bulgária (PROPHON)                                    | 2              |
| CEI (Tophit)                                          | 4              |
| Chéquia (IFPI Česká Republika)                        | 38             |
| Croácia (HRT)                                         | 11             |
| Escócia (Scottish Singles Chart)                      | 6              |
| Eslováquia (Rádio Top 100)                            | 9              |
| Eslováquia (Singles Digitál Top 100)                  | 100            |
| Eslovênia (SloTop50)                                  | 23             |
| Estados Unidos (Billboard Hot Dance/Electronic Songs) | 13             |
| Grécia (Digital Singles Chart (International))        | 51             |
| Hungria (DanceTop 40)                                 | 10             |
| Hungria (Single Top 40)                               | 29             |
| Irlanda (Top 100 Singles)                             | 39             |
| Islândia (Tónlistinn)                                 | 5              |
| Israel (Media Forest)                                 | 1              |
| Líbano (The Official Lebanese Top 20)                 | 16             |
| Lituânia (AGATA)                                      | 69             |
| México (Mexico Airplay)                               | 5              |
| Nova Zelândia (NZ Top 40 Singles)                     | 20             |
| Países Baixos (Dutch Top 40)                          | 21             |
| Reino Unido (UK Singles Chart                         | 15             |
| Romênia (Airplay 100)                                 | 30             |
| Rússia (Tophit 100)                                   | 7              |

| Tabela musical (2019)                                 | Melhor posição |
| ----------------------------------------------------- | -------------- |
| CEI (Tophit)                                          | 121            |
| Eslovênia (SloTop50)                                  | 34             |
| Estados Unidos (Billboard Hot Dance/Electronic Songs) | 53             |
| Hungria (DanceTop 40)                                 | 47             |
| Rússia (Tophit 100)                                   | 127            |

| Região                                                       | Provedor | Certificação | Vendas   |
| ------------------------------------------------------------ | -------- | ------------ | -------- |
| Polónia                                                      | ZPAV     | Ouro         | 25,000‡  |
| Reino Unido                                                  | BPI      | Ouro         | 400,000‡ |
| ‡vendas+valores de streaming baseados apenas na certificação |          |              |          |

## Histórico de lançamento
| Região      | Data                   | Formato                    | Versão                 | Gravadora | Ref.                        |
| ----------- | ---------------------- | -------------------------- | ---------------------- | --------- | --------------------------- |
| Várias      | 2 de novembro de 2018  | Download digital streaming | Original               | Atlantic  | [ 10 ] [ 49 ]               |
| Itália      | 9 de novembro de 2018  | Rádios mainstream          | Original               | Warner    | [ 50 ]                      |
| Reino Unido | 16 de novembro de 2018 | Rádios mainstream          | Original               | Warner    | [ 51 ]                      |
| Várias      | 16 de novembro de 2018 | Download digital streaming | Acústica               | Atlantic  | [ 11 ] [ 52 ]               |
| Várias      | 23 de novembro de 2018 | Download digital streaming | Remixes                | Atlantic  | [ 13 ] [ 53 ]               |
| Várias      | 30 de novembro de 2018 | Download digital streaming | Luca Schreiner remixes | Atlantic  | [ 12 ] [ 14 ] [ 54 ] [ 55 ] |